# 今津ヴォーリズ資料館
今津ヴォーリズ資料館（いまづヴォーリズしりようかん）は、滋賀県高島市今津町にある博物館。ウィリアム・メレル・ヴォーリズ設計の歴史的建造物で、同じくヴォーリズ設計の今津教会会堂や旧今津郵便局が並ぶ「ヴォーリズ通り」に面している。
建物は百三十三銀行今津支店として、ヴォーリズ建築事務所の設計により建設された。外観は同時期の銀行建築にみられる西洋古典様式を取り入れた重厚な仕上がりになっている。館内ではヴォーリズの生涯と日本各地のヴォーリズ設計建築物をパネルや模型で紹介、また展示室の中央にはカフェが設けられ、演奏会や文化教室なども催されるなど地域のサロンとしても機能している。

## 歴史

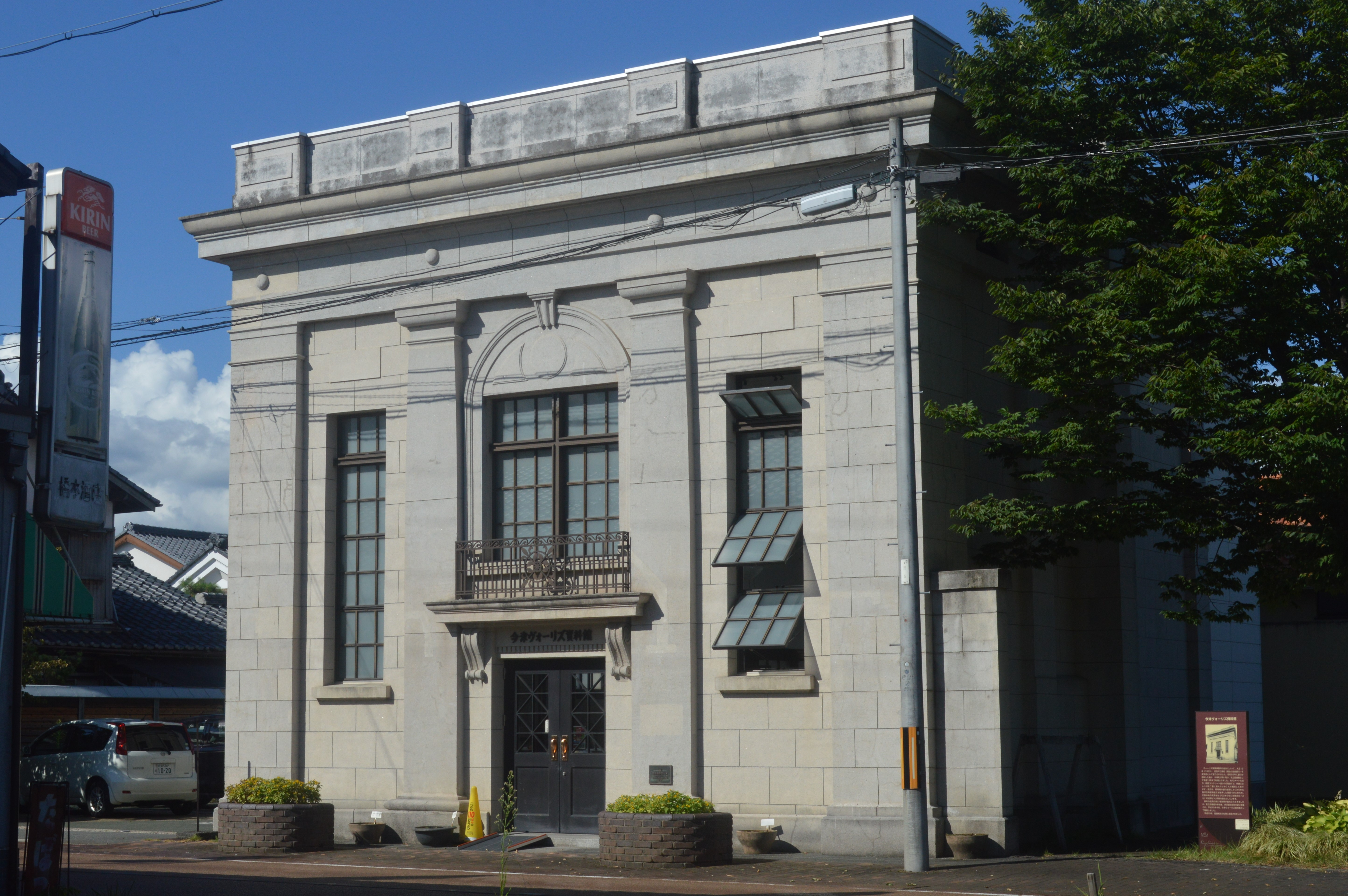
ヴォーリズ通りの向かい側から見た資料館

- 1923年（大正12年） - 百三十三銀行今津支店として、ヴォーリズ建築事務所の設計により建設。
- 1933年（昭和8年） - 百三十三銀行が八幡銀行と合併し、滋賀銀行今津支店に名称変更。
- 1978年（昭和53年） - 滋賀銀行今津支店が移転。
- 1979年（昭和54年） - 今津町立図書館に用途変更（2001年まで）。
- 2003年（平成15年） - 増築部分を取り壊すなどして建設当初の姿に復元後、今津ヴォーリズ資料館として開館。国の登録有形文化財に登録される。

## 利用情報
- 休館日 - 毎週月曜日および12月28日から1月4日。
- 開館時間  - 10時から17時。
- 入館料金 - 無料

## 建築概要
- 設計 - ヴォーリズ建築事務所
- 竣工 - 1923年
- 構造 - RC煉瓦造
- 規模 - 地上2階
- 所在地 - 滋賀県高島市今津町今津175番地
- 備考 - 国の登録有形文化財

## 交通アクセス
- JR湖西線 近江今津駅下車、徒歩10分。

## 周辺
- 琵琶湖周航の歌資料館
- ヴォーリズ通り
  - 日本基督教団今津教会会堂
  - 旧今津郵便局
- 住吉神社
- 阿志都弥神社・行過天満宮
- 今津のザゼンソウ群落（滋賀県緑地環境保全地域：日本国内南限のザゼンソウ群生地）
- 今津港（竹生島行き）